# Паровые вагоны железных дорог Великобритании

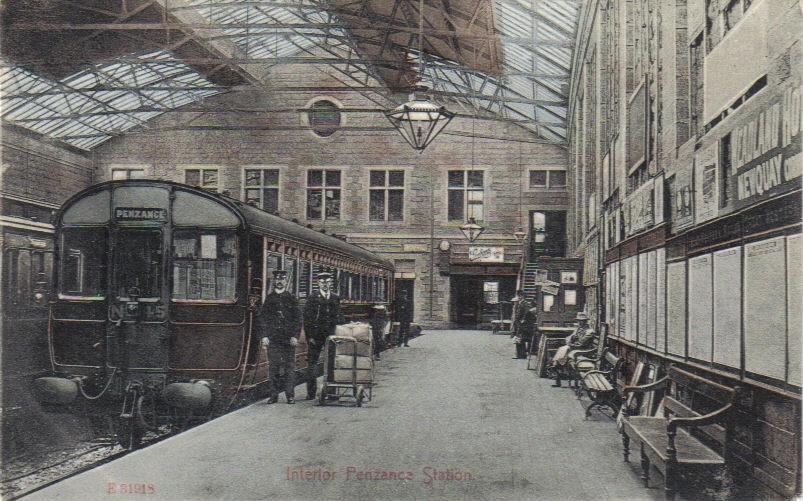
Паровой вагон № 45 на станции Пензанс. Раскрашенная фото-открытка, ок. 1915.

Первый в Великобритании опытный паровой вагон был разработан и построен в 1847 году Джеймсом Сэмюэлом и У. Б. Адамсом. В 1848 году они же построили Фейрфилдский паровой вагон, который продали Бристольско—Эксетерской железной дороге, где он использовался на боковой ветке.
Для Лондонской и Юго-Западной железной дороги (LSWR) паровые вагоны строили в начале XX века, один из них был сдан в аренду Большой Западной железной дороге (GWR). В 1902—1911 годах было построено в общей сложности 197 паровых вагонов, в том числе GWR — 99.
Моторные вагоны появлялись либо для конкуренции с электрическим трамваем, либо для дешёвого сообщения по малонагруженным сельским веткам. Существуют две основные конструкции: моторная тележка, заключённая в жёсткий корпус, либо шарнирно-сочленённые паровая машина и вагон. Малый запас мощности делал область применения моторных вагонов узкой, из-за вибрации машины и раскачки вагона поездки на них были некомфортны для пассажиров. Большинство паровых вагонов было заменено автомотрисами и двусторонними паровозами, которые были способны взять дополнительные вагоны для пассажиров и/или товаров.
Вагоны с быстроходными паровыми машинами Sentinel-Cammell и Claytons были закуплены после испытаний в 1924 году во второй половине 1920-х (102 единицы) Лондонской и Северо-Восточной железной дорогой. Эти вагоны были списаны к 1947 году.

## Происхождение

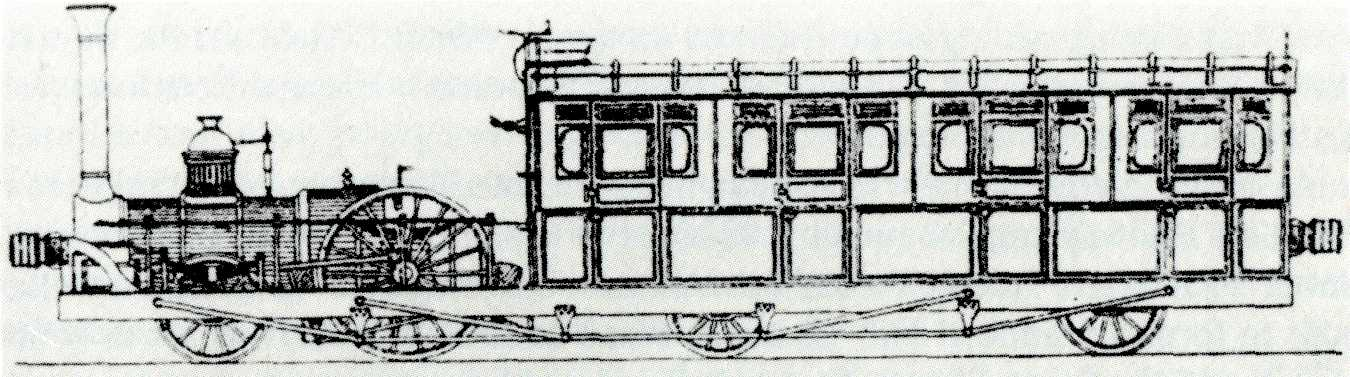
Паровой вагон «Энфилд» (Уильям Адамс для железной дороги восточных графств, 1849)

Первый паровой вагон разработал паровозный инженер железной дороги восточных графств Джеймс Сэмюэл, а построил Уильям Бриджес Адамс. Испытания прошли между Шордичем и Кембриджем 23 октября 1847 года. Этот опытный вагон длиной 121⁄2 футов (3,8 м) был оснащён небольшим вертикальным котлом, а пассажиры располагались на скамейке позади. Официальное его название было «Лилипут», более известное — «Экспресс».
На следующий год Сэмюэл и Адамс построили более крупный Фейрфилдский паровой вагон длиной 311⁄2 фут (9,6 м) с закрытым салоном второго класса и открытыми местами третьего. После испытаний в 1848 году вагон был продан ширококолейной Бристолько—Эксетерской железной дороге с адаптацией на колею 7 футов (2100 мм) и переделкой кузова на 16 мест первого класса и 32 — второго. Вагон работал два года на Тивертонской ветке, после чего его машину переделали в 0-2-0 паровоз.
Ещё больше был вагон «Энфилд» англ. Enfield тех же конструкторов, сочетавший современные себе конструкции локомотива и салона. Он служил на дороге Восточных графств до переделки в 1-1-1 танк-паровоз. В 1850-е годы Сэмюэл на заводе дороги Восточных графств продолжил разрабатывать различные сочетания паровых машин с вагонами, также паровыми вагонами типа «Ariel’s Girdle». занялись Kitson & Co. В 1869 году Сэмюэл, Роберт Ферли и Джордж Ингленд совместно спроектировали шарнирно-сочленённый паровой вагон на заводе Ингленда Hatcham Ironworks. Вагон демонстрировался на заводе, но в это время Ингленд отошёл от дел, и судьба вагона неизвестна.

## Поздние паровые вагоны
Идея парового вагона вернулась к жизни в 1902 году, когда Дугалд Драммонд, главный инженер тяги Лондонской и Юго-Западной железной дороги (LSWR) построил два вагона для боковой ветки у Портсмута.
Паровые вагоны появлялись по двум причинам: для конкуренции с электрическими трамваями, отбиравшими у железных дорог пассажиров в пригородах или для экономичного обслуживания малонагруженных сельских веток. Для посадки с низких платформ вагоны оснащались откидными подножками, сблокированными с тормозной системой, что не позволяло тронуться в путь с опущенными подножками.
Были распространены две основные схемы самоходных вагонов, либо с паровой установкой в кузове, либо шарнирно-сочленённая секция из блока-двигателя и блока-вагона. Котёл мог быть закрыт кожухом (обычно в моноблоках) или открыт (чаще в сочленённых конструкциях). Поскольку блок-двигатель требовал более частого обслуживания, у некоторых компаний двигателей было больше, чем блок-вагонов.
Вагон был оборудован местом машиниста в обоих концах и не требовал, таким образом, разворота или обгона локомотива. Управление из задней кабины осуществлялось штурвалом, механически связанным с регулятором при помощи тросиков над/под крышей или штока под полом. В задней кабине был также тормозной кран, клапан свистка и какое-либо средство связи, обычно при помощи сигналов колокольчика, с кочегаром, который оставался у топки в основной кабине. Кочегар для вагона должен был пройти специальную подготовку в качестве машиниста. К некоторым паровым вагонам могли быть прицеплены безмоторные вагоны, иногда оборудованные кабиной управления. Вагоны обычно оснащались вакуумными тормозами, паровым отоплением и газовым освещением (некоторые были оборудованы электрическим освещением).
Пассажиры размещались в купе.
У паровых вагонов был слишком малый резерв мощности, не позволявший прицеплять к ним дополнительные вагоны, что приводило к негибкости по отношению к пассажиропотоку, а комфортность поездки была низкой из-за вибрации и раскачки, особенно в сочленённых конструкциях.

### Лондонская и Юго-Западная дорога
Два первых паровых вагона были построены в 1902 году для экономичного сообщения по общей для LSWR и железной дороги Лондона, Брайтона и Южного побережья (LB&SCR) ветке между Ист-Саутси и Фреттоном. Вагоны вступили в строй в апреле 1903 года под обозначением LSWR K11 Class. В вагоне длиной 43 фута (13 м) помещалось 30 пассажиров третьего класса и 12 первого, общая длина составляла 53 ф. 5 д. (16,28 м). Ещё до начала эксплуатации они были арендованы Большой Западной дорогой, которая возвратила их с лестными отзывами. Но на своей ветке летом 1903 года они показали, что в полном грузу с трудом взбираются на уклоны (а GWR испытывала их на горизонтальном пути порожняком). Блок-двигатели пришлось переделать с увеличением котла и топки.
За первой парой последовали ещё 15 единиц для LSWR. Из них первые два построены в 1904 году — силовые установки на заводе дороги у Девяти Вязов и вагоны в Истлее. Они получили обозначение LSWR H12 class. Они были на 2 фута (0,61 м) короче первых образцов, вмещали 8 мест в первом и 32 во третьем классе. В 1905—6 годах было построено с небольшими изменениями ещё 13 единиц, обозначенных как LSWR H13 class. У них давление пара было поднято со 150 фунтов на кв. дюйм (1,03 МПа) до 175 фунтов на кв. дюйм (1,21 МПа). Блок-двигатели и блок-вагоны нельзя было расцеплять, но эти секции могли тянуть дополнительный вагон. После начала Первой мировой войны самоходным вагонам стало нечего делать, и в 1914 году они выводились из эксплуатации (к 1916 году осталось только три секции) и все были списаны к 1919 году.

### Большая Западная дорога

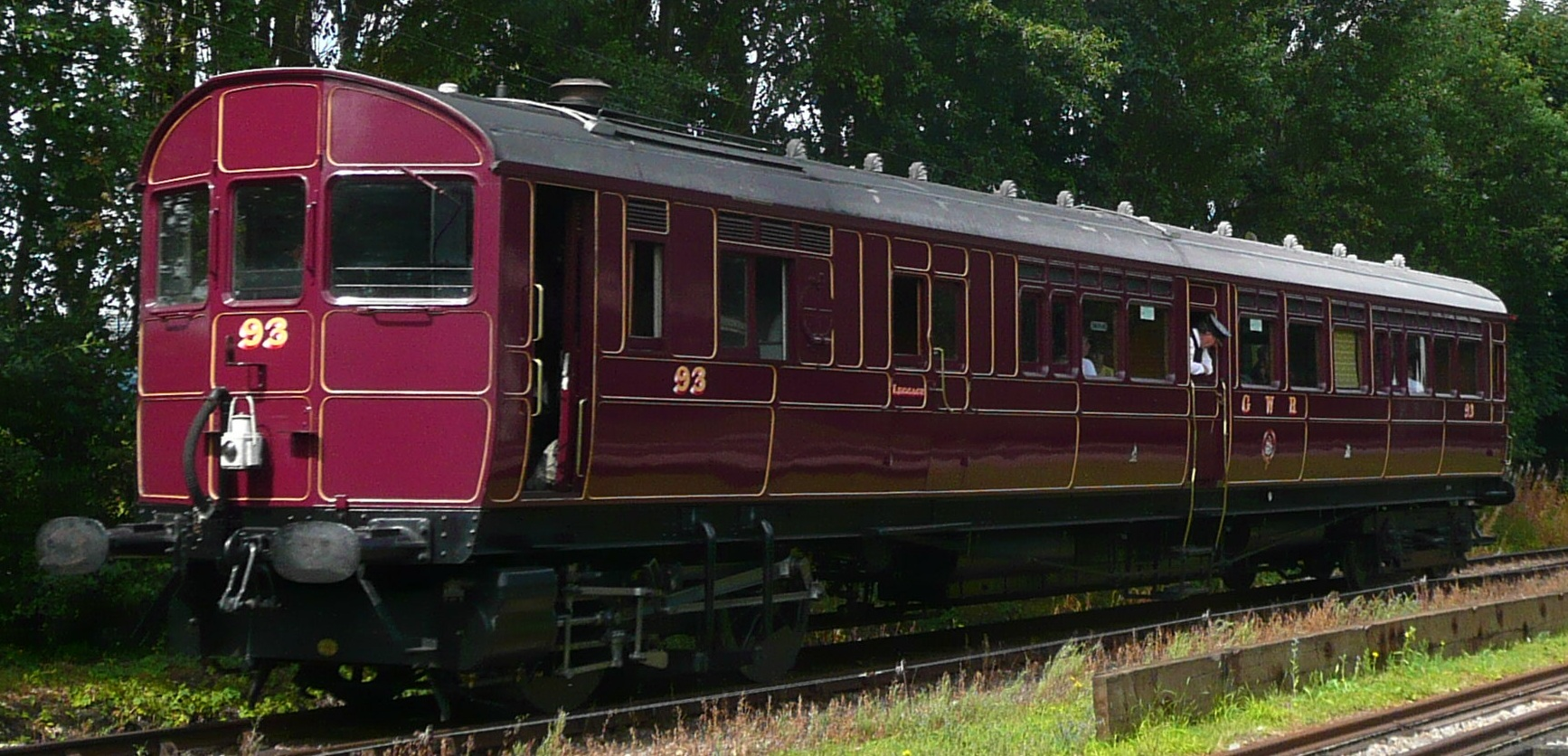
Восстановленный вагон GWR (2012 г.)

После испытаний вагона от L&SWR в 1903 году GWR разработала и построила два собственных прототипа, и к 1908 году эксплуатировала 99 блок-вагонов и к ним 112 блок-двигателей. Оставляя в стороне мелкие отличия, их можно подразделить на 6 типов. К одному из них относятся прототипы длиной 57 футов (17 м) и два вагона (№ 15 и 16), построенные в 1905 году Kerr, Stuart and Company — они были сочленённые конструкции инженера Тома Харри Ричеса с Уэльской Taff Vale Railway, с котлами локомотивного типа. Остальные вагоны были длиной 591⁄2 футов (18,1 м) или 70 футов (21 м) для сельского или пригородного сообщения. У сельских были багажные отделения. В вагонах было от 49 до 64 мест и в двух — тамбуры на концах.
Все блок-двигатели, кроме двух Kerr&Stuart, были взаимозаменяемы, хотя несколько отличались по величине кипятильной поверхности, диаметру колёс и силе тяги. Вагоны были оборудованы рычажной подвеской, эффективной в подавлении типичных для паровых вагонов колебаний.
Списание паровых вагонов началось в 1914 году с заменой на автомотрисы. Три вагона были проданы, один сгорел, большинство перестроено в обычные буксируемые вагоны. До укрупнения британских железнодорожных компаний в 1923 году, впрочем, доработали 53 вагона, последние из которых были списаны только в октябре 1935 года.
По состоянию на 2012 год реконструированный паровой вагон GWR постройки 1908 года работал в Didcot Railway Centre.

### Taff Vale Railway

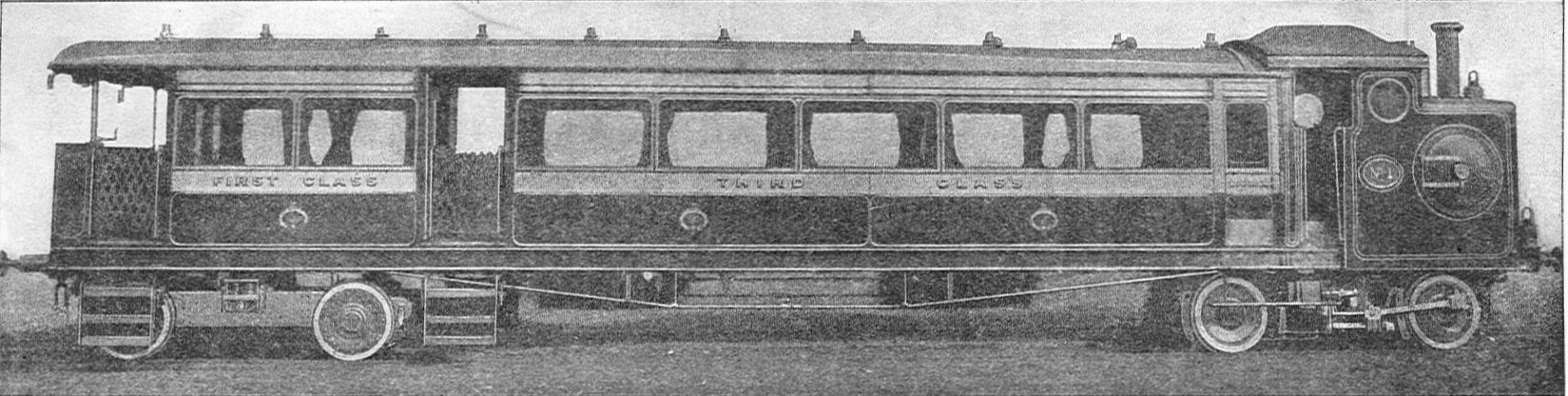
Паровой вагон Taff Vale

Инженер тяги железной дороги Taff Vale Ричес в 1903 году спроектировал свой первый сочленённый самоходный вагон с нетривиально расположенным котлом: короткий, но весьма производительный двухбарабанный котёл с общей топкой был поставлен поперёк рамы. Блок-двигатель соединялся с блоком-вагоном на шкворне, и они могли быть расцеплены за 20 минут. В вагоне был общий салон для 40 пассажиров третьего класса и отделение первого класса на 12 мест. Задний пост управления — открытый. За первым вагоном последовали ещё 15, из которых 6 построено в 1904 году (двигатели Avonside Engine Co.) и 6 в 1905-м (Kerr, Stuart & Co). Вагоны построены заводом Bristol Wagon & Carriage Works согласно прототипу, за исключением задней кабины, которую закрыли. В 1906 году пять блок-двигателей построено фирмой Manning Wardle & Co., вагоны этой серии были крупнее и со входами впереди и позади. При этом в том же году были приобретены только три блок-вагона (удлинённые до 531⁄4 фута (16,2 м), таким образом, два двигателя были в запасе.
Самоходные вагоны работали на большей части дороги, как правило, без дополнительных вагонов. В 1914—16 годах восемь было переделано в автомотрисы, все блок-двигатели вышли из строя к 1920 году и были списаны в конце 1921-го, а блок-вагоны переделаны в обычные вагоны в 1921—22 годах.

### Ланкаширская и Йоркширская дорога
В 1905 году железная дорога Ланкашира и Йоркшира (L&YR) получила от Kerr, Stuart два блок-двигателя, аналогичные вагонам для Taff Vale Railway. Вагоны были построены самой дорогой на заводе в Newton Heath на рамах Kerr, Stuart. В них было 48 мест третьего класса. Мощность оказалась недостаточной, и вскоре цилиндры были расточены под поршни большего диаметра.
Требовалось пускать эти вагоны с прицепами, поэтому главный инженер тяги Джордж Хьюз их перепроектировал. Сочленённая конструкция осталась неизменной, но блок-двигатели получили более производительный котёл паровозного типа и две спаренные ведущие оси, что позволило развивать тяговое усилие 8080 фунт-сил (36 кн, 3,7 тс). В вагонах помещалось 56 пассажиров, были тамбуры. В 1906—1911 годах было построено 18 блок-двигателей и 16 блок-вагонов, два первоначальных двигателя заменены в 1909 году и списаны. Также было построено 12 прицепных вагонов с органами управления. Ездить в них было некомфортно.
При укрупнении британских железных дорог в 1923 году все 16 паровых вагонов были на ходу и перешли к железной дороге Лондона, Мидлендса и Шотландии (LMS). Первые списания произошли в 1927 году, но один вагон дотянул до национализации в 1948-м.

### Юго-восточная и Чатемская дорога
Юго-восточная и Чатемская железная дорога (SECR) в июне 1904 года заказала два сочленённых паровых вагона у Kitson and Company для работы на лёгкой железной дороге острова Шиппи и маршрута Струд—Чатем. В них было 56 мест третьего класса. Вагоны поступили на дорогу в феврале 1905 года и показали себя экономичными, была заказана ещё одна партия из шести штук, доставленная в марте—мае 1906 года для разнообразных малонагруженных направлений, например, к полуострову Ху или Дувр—Сэндгейт.
Опыт эксплуатации, однако, показал, что они непопулярны ни у пассажиров, ни у работников, а обслуживание их дорого. С июня 1914 года вагоны отправляли в запас, заменяя поездами «туда-сюда» и 0-3-0 танк-паровозами SECR Class P. Последние два паровых вагона работали на линии Гастингс—Рай и были отставлены в феврале 1920 года. Списаны последние восемь вагонов были, однако, только после укрупнения и перехода к Southern Railway в апреле 1924 года. Блок-двигатели отправились в утиль, а блок-вагоны переделаны в обычные пассажирские.

### Лондонская и Северо-Западная дорога

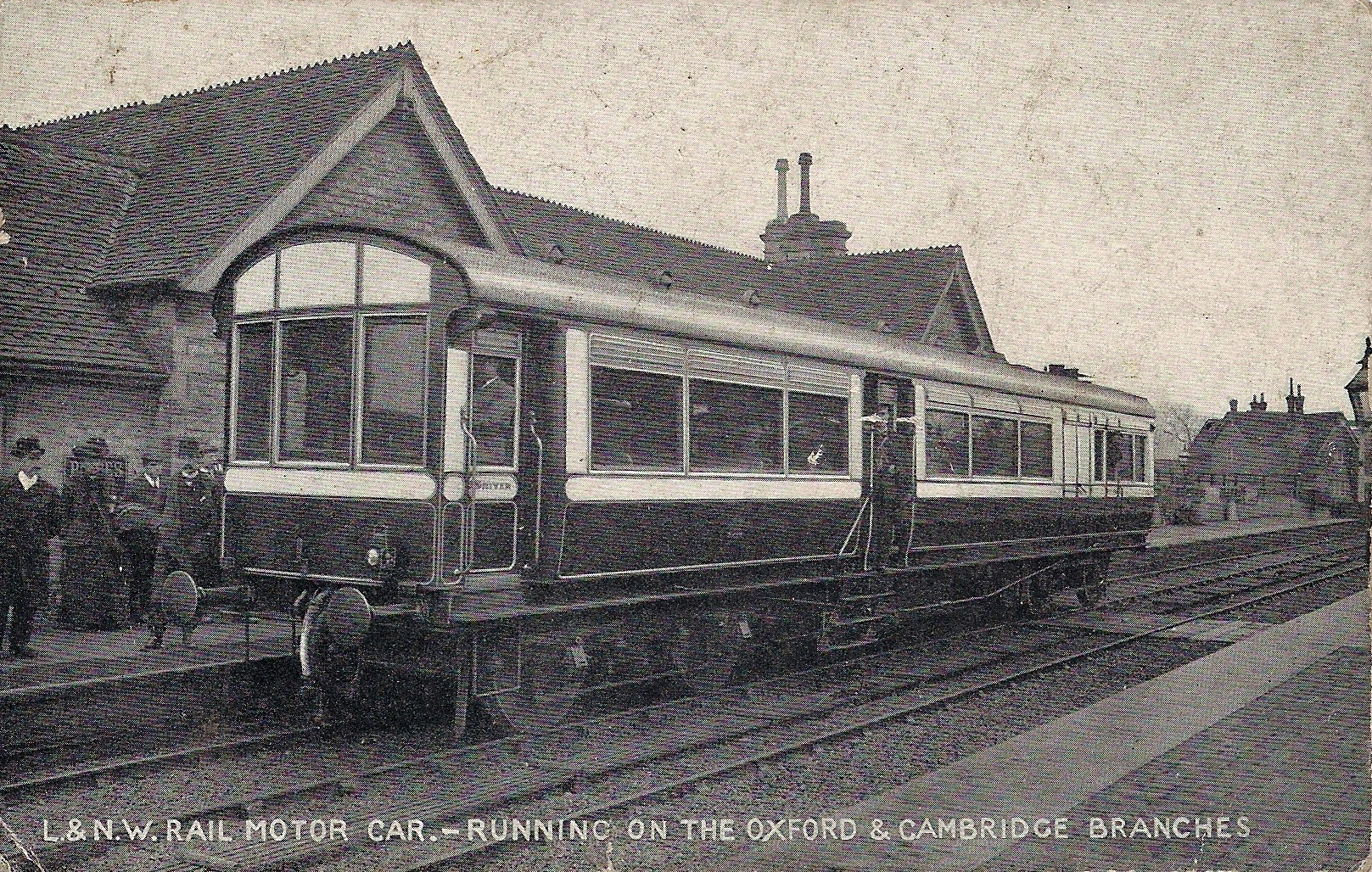
Самоходный вагон L&NWR на станции Бичестер-таун

Лондонская и Северо-Западная железная дорога (LNWR) в 1905—1907 годах построила шесть самоходных вагонов с жёсткой рамой и выкатной (через двойные передние двери) моторной тележкой. Вместимость их составляла 48 пассажиров третьего класса, освещение — электрическое, звонок между кабинами управления тоже. Все шесть вагонов перешли к LMS при укрупнении в 1923 году, а № 3 дожил даже до национализации и был списан в феврале 1948-го.

### Большая Северная дорога
Большая Северная железная дорога (GNR) с 1905 года владела восемью самоходными вагонами, из которых два были с бензиновыми двигателями внутреннего сгорания и оказались неудовлетворительными, а шесть — сочленённые паровые, построенные попарно тремя разными фирмами для сравнения. Никакие вагоны более дорогой не заказывались, шесть паровых вошли в подвижной состав Лондонской и Северо-Восточной дороги (LNER) после укрупнения в 1923 году и были списаны между 1939 и 1948 годами.
Паровой вагон Port Talbot Railway был, как ни удивительно, с трёхосной передней тележкой.

### Дорога Лондона, Брайтона и Южного побережья

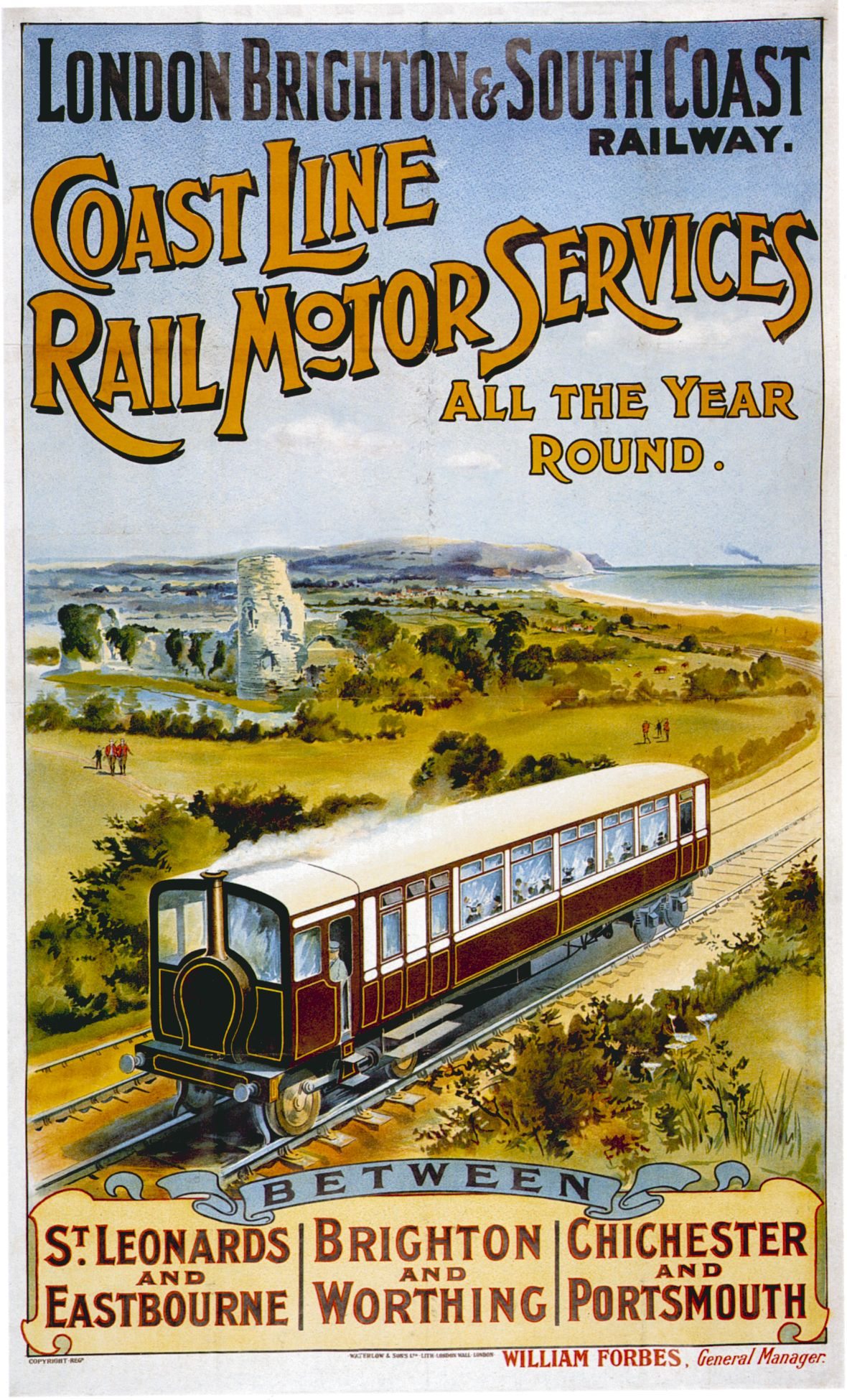
Рекламный плакат (1906)

В дополнение к общим с LSWR самоходным вагонам дирекция железной дороги Лондона, Брайтона и Южного побережья (LB&SCR) просила главного инженера тяги Роберта Биллинтона исследовать возможность применения самоходных вагонов с паровым или бензиновым двигателем на малонапряжённых маршрутах, но Биллинтон в 1904 году умер. В 1905 году его преемник Дуглас Эрл Марш получил два паровых и два бензиновых самоходных вагона для сравнения с лёгкими паровозами Stroudley LB&SCR A1 class и LB&SCR D1 class, приспособленными для работы задним ходом без перецепки и разворота. Паровые вагоны были построены Beyer, Peacock and Company и конструктивно были аналогичны тем, которые этот завод поставил железной дороге северного Стаффордшира. Вагоны стояли в депо на станциях Истбурн и Сент-Леонардс и работали на восточной и западной прибрежных линиях. В годы Первой мировой войны вагоны находились в аренде у военного департамента, после чего их продали государственной железной дороге острова Тринидад, но на острове они не работали. Один из вагонов переоборудовали в салон для губернатора, другой — в обычный вагон второго класса.

### Прочие дороги
Между 1903 и 1911 годами ещё двенадцатью железными дорогами был использован 21 самоходный вагон.
| Дорога                                  | Число вагонов | Эксплуатация начата | Списаны   | Примечания |
| --------------------------------------- | ------------- | ------------------- | --------- | ---------- |
| Барри                                   | 2             | 1903                | 1913      | [ 52 ]     |
| Александринская (Ньюпорт и Южный Уэльс) | 2             | 1904                | 1911 1917 | [ 53 ]     |
| Мидлендская                             | 1             | 1904                | 1912?     | [ 56 ]     |
| Глазго и Юго-Запада                     | 3             | 1904-5              | 1915-16   | [ 57 ]     |
| Большая Центральная                     | 3             | 1904-5              | 1914      | [ 54 ]     |
| Северного Стаффордшира                  | 3             | 1905                | 1922      | [ 58 ]     |
| Фернесская                              | 2             | 1905                | 1914      | [ 59 ]     |
| Большая Северно-Шотландская             | 2             | 1905                | 1909-10   | [ 57 ]     |
| Центральная острова Уайт                | 1             | 1906                | 1912      | [ 60 ]     |
| Порт-Тальбот                            | 1             | 1907                | 1920      | [ 62 ]     |
| Римни                                   | 2             | 1907                | 1909 1919 | [ 63 ]     |
| Кардиффская                             | 2             | 1911                | 1917      | [ 64 ]     |
| долины Нидд                             | 1             | 1920                | 1937      | [ 29 ]     |
| Миллуолская                             | 3             | 1920                | 1926      | [ 65 ]     |

## Паровые вагоны с трансмиссией

### Первые образцы
Вагоны, использовавшие быстроходные паровые двигатели, снабжались передаточными шестернями. В 1905 году для железной дороги Кента и Восточного Суссекса на заводе RY Pickering был спроектирован и построен двухосный вагон такого типа, в котором помещался 31 пассажир. Комфортность поездки была низкой, и вагон отставили. Тем не менее, он оставался в документах вплоть до национализации в 1948 году. Венгерский завод Ganz (Будапешт) разработал свою модель парового вагона с трансмиссией, для продвижения которого в Англии была образована компания Peebles Steam Car Co. Утверждалось, что Венгерские государственные железные дороги заказали 300 единиц. В венгерском вагоне пар под давлением 300 фунтов на кв. дюйм (2,07 МПа) подавался в двухцилиндровую машину мощностью 35 л. с. (26 кВт). В 1905 году был построен прототип, после двух поездок выяснилось, что едет вагон плавно, но разгоняется медленно и достигает скорости лишь 30 миль/ч (48,28032 км/ч). Заказов на вагон не было, и единственный построенный экземпляр увезли на континент.

### Sentinel-Cammell

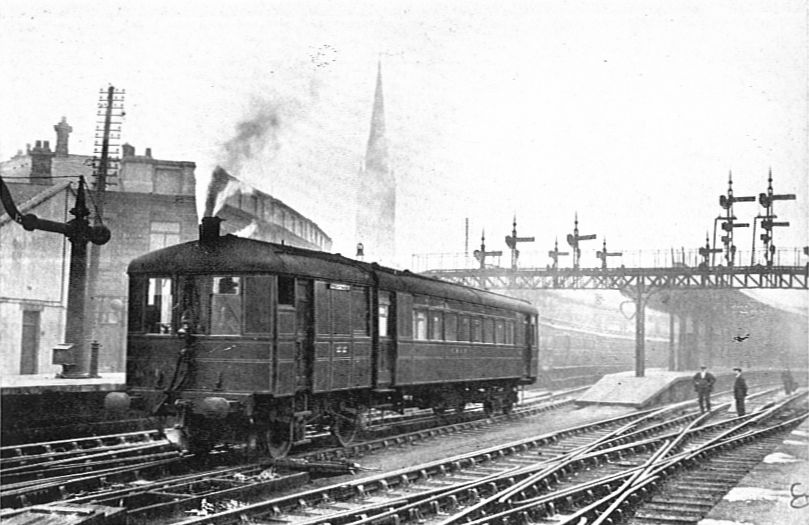
Паровой вагон LNER системы Sentinel-Cammell

В 1923 году заводы Sentinel Waggon Works и Cammell Laird совместно построили прототип лёгкого парового вагона для узкоколейной железной дороги острова Джерси. Был разработан целый модельный ряд Sentinel-Cammell с возможностью выбора между одним и двумя сочленёнными вагонами и мощностью двигателя 100 л. с. (74 кВт) или 200 л. с. (150 кВт) (во втором случае один котёл на два двигателя). Для различных заказчиков, включая зарубежных, было построено 290 единиц, из которых 91 для Великобритании. Давление пара достигало 350 фунтов на кв. дюйм (2,41 МПа). Первые двигатели были двухцилидровые, как на современных вагону паровых грузовиках, но к 1925 году был разработан шестицилиндровый мотор. В первых вагонах для привода осей использовалась цепь, с 1927 года — полноценная коробка передач и карданный вал 1927. В первых вагонах блок-двигатель был шарнирно сочленён с салоном и закрыт аналогичным кузовом. Конструкция вагона — цельнометаллическая.
Вагон был показан на Британской имперской выставке в 1924—1925 годах и прошёл испытания на LNER, которая перед лицом конкуренции с шоссейным транспортом купила два сочленённых вагона с двухцилиндровыми двигателями в 100 л. с. (74 кВт) и цепным приводом. Они работали в окрестностях Лоусофта. В 1927—28 годах было закуплено ещё 22 аналогичных вагона. Прототип моноблока с карданным валом был построен в 1927 году, и в 1928—1930 было куплено 49 вагонов с шестицилиндровым двигателем и карданным приводом, в 1930 году — 5 вагонов с двигателями в 200 л. с. (150 кВт), а в 1932-м — «Феномены» (англ. Phenomena) — пара сочленённых вагонов со стосильными моторами. В них помещалось 39 человек в моторном вагоне и 83 в прицепном. В 1927—43 годах вагоны были приписаны к депо Хитон близ Ньюкасла-на-Тайне, они работали на маршруте к станции Блэкхилл и по ветке Тайнской долины к станциям Северный Уайлем и Прадо. 9 июня 1929 года вагон № 220 «Водяная ведьма» (англ. Waterwitch) проехал запрещающий сигнал на станции Маршгейт-узловая (Донкастер) и столкнулся с экскурсионным поездом. Самоходный вагон переломился пополам и после этого не восстанавливался.
Железная дорога Лонжона, Мидленда и Шотландии (LMS) приобрела прототип вагона в 1925 году, и после испытаний ещё 12 вагонов в 1927-м и один с шестицилиндровым мотором в 1928-м. Лондонской и Северо-Восточной дороге (LNER) вагоны были необходимы для работы на Чеширской и Эксхольмской соединительных ветках, для которых приобрели 4 и 1 вагон соответственно. Лёгкий «рельсовый автобус» на 44 места был построен для Southern Railway в 1933 году, вагон был длиной 48 ф. 4 д. (14,73 м) и массой 17,5 т. В 1935 году от перегрузки у него лопнула рама. Раму восстановили, но вагон всё равно списали уже в 1936-м.
Большинство самоходных вагонов LMS было списано в 1935 году, шестицилиндровый — последним в декабре 1936-го. Последний вагон LNER Sentinel списан в 1947 году.

### Clayton
Прототип парового вагона фирмы Clayton Wagons Ltd для LNER был построен в 1927 году. Он был похож на ранние вагоны Sentinel-Cammell, за исключением расположения угольного бункера вне кузова на движущей тележке. В следующем году были построены ещё десять вагонов. Шесть были приписаны к депо в Хитоне, где позднее оказались и остальные семь. Один вагон пришёл в тиковой вагонной ливрее LNER, но был перекрашен в красно-сливочную в феврале 1929 года, остальные прибывали сразу в этой окраске. Вагоны ходили до станций Морпет, Лимсайд и Блэкхилл. Один вагон списан в 1932 году, один в 1935-м передан в Норидж, пять списаны в 1936-м , остальные — к 1937 году.